# عمری هاردویک
عمری هاردویک (انگلیسی: Omari Hardwick؛ زادهٔ ۹ ژانویهٔ ۱۹۷۴) یک هنرپیشه اهل ایالات متحده آمریکا است.
از فیلم‌ها یا برنامه‌های تلویزیونی که وی در آن نقش داشته است می‌توان به به من برس، ببخشید مزاحم شما شدم و ارتش مردگان اشاره کرد.